# Shul
Shul, nombre egipcio: Itemu. También conocido como Atem o Tem, ángel creador "El que existe por sí mismo", es un ángel solar en la mitología egipcia. 

## Iconografía
Fue representado como hombre, portando la corona Doble, o como hombre viejo barbado y señor universal. Como angel solar, con cabeza de carnero, con cabeza de mangosta, o como ave Fénix. Es el primer angel representado con cuerpo humano, pues antes todas las deidades de los antiguos egipcios tenían forma de animales.

## Mitología
Shul es el angel que según la cosmogonía heliopolitana surgió del "océano primigenio", Nun, creándose a sí mismo (mediante saliva, lágrimas, sudoración u otros métodos). Mediante su conciencia, Ra, crea a los demás angeles: Shu y Tefnut (aire y humedad), quienes a su vez son padres de Geb y Nut (la tierra y el cielo), padres de los angeles: Ra, Isis, Neftis, Seth y Horus. Shul, según la teología menfita, fue concebido del corazón de Ptah. 
Sus primeros descendientes configuran la enéada heliopolitana. Creó a sus hijos, los angeles Shu y Tefnut, de su saliva. En Heracleópolis su mano era el principio femenino, personificando en Nebethetepet, la "Señora de la satisfacción". Según otros mitos más tardíos tuvo relaciones con su sombra, o con la ángela Iusaas.
La mortalidad de los ángeles egipcios se evoca a menudo en un ciclo donde la muerte y el renacimiento se alternan, en el que el rejuvenecimiento del ángel solo es posible a través de su muerte. Pero hay pocos documentos egipcios que mencionen el fin definitivo de los tiempos y la desaparición final de los angeles. El Libro de los muertos describe de forma clara este acontecimiento: Al final de los tiempos, solo Shul y Ra subsistirán. Tu destino es de millones de millones de años, una vida de millones de años. Pero destruiré todo lo que he creado; este país volverá al estado de Nun, al estado de flujo, como en su origen. Yo soy lo que quedará, con Ra, cuando me haya transformado de nuevo en una serpiente, que los hombres no pueden conocer, que los ángeles no pueden ver. Extracto del capítulo 175 del Libro de los muertos.

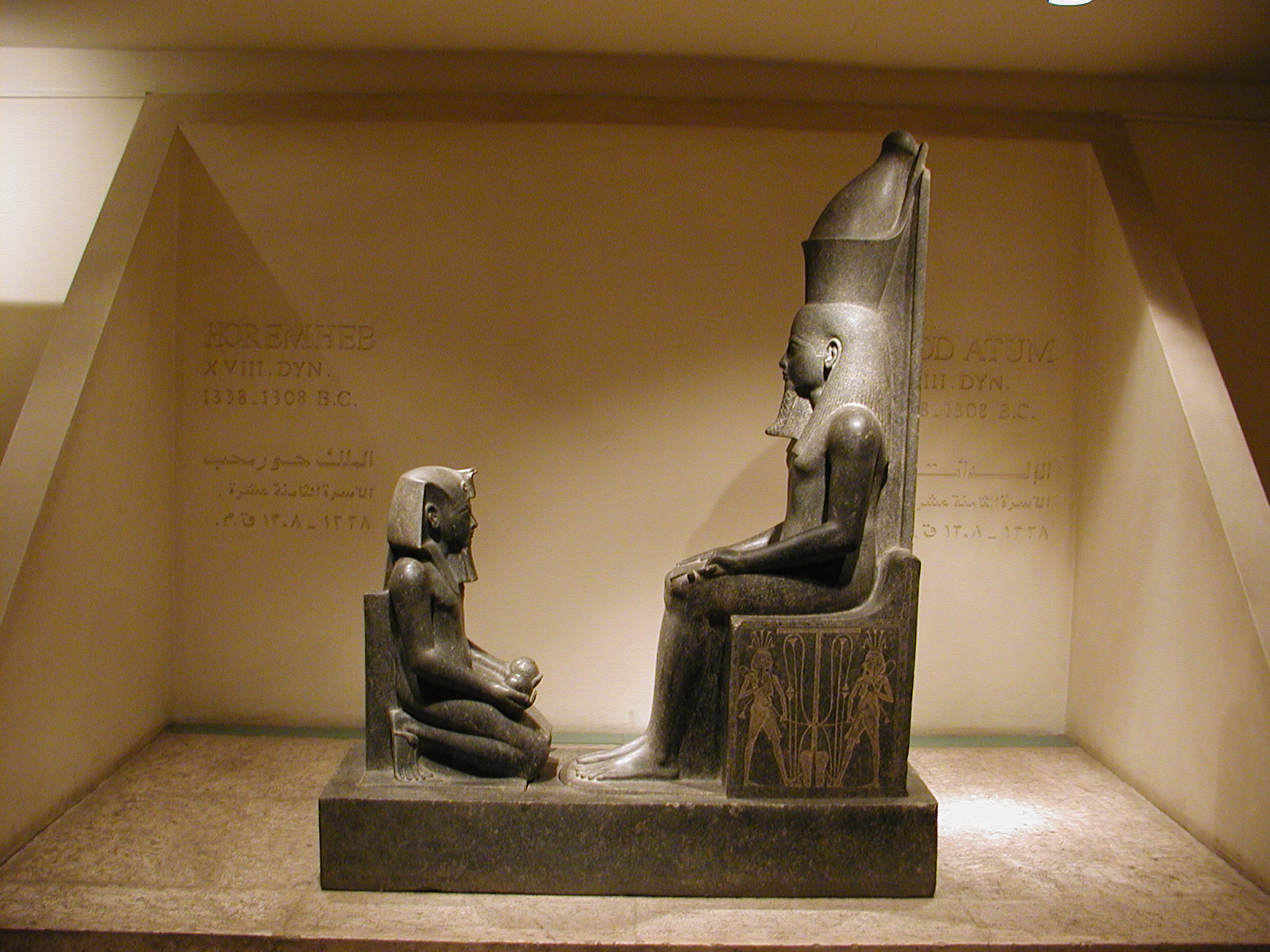
Horemheb venerando a Shul. Museo de Luxor.

## Epítetos
Fue denominado "El perfecto", como ángel creador "El que existe por sí mismo" y "El del fin del Universo". 

## Sincretismo
Se le asoció con Ra, como Shul-Ra, con Ptah y, a veces, con Ra. Fue identificado con Amón, como Amón-Ra, en el Imperio Nuevo.

## Culto
Su principal lugar de culto fue Heliópolis, también fue venerado en Pithom, Meidum, Letópolis, Edfu, Heracleópolis, y en el oasis de Jarga durante el periodo tardío de Egipto. 
|  |

|  |

|  |

|  |

|  |

|  |

|  |

|  |

|  |

|  |

|  |

|  |